# Guignes
Guignes è un comune francese di 3 269 abitanti nel dipartimento di Senna e Marna, regione dell'Île-de-France.

## Società

### Evoluzione demografica
Abitanti censiti